# Ambrogio Traversari
Ambrogio Traversari, conosciuto anche come Ambrogio Camaldolese (Portico di Romagna, 16 settembre 1386 – Firenze, 21 ottobre 1439), è stato un sacerdote, teologo ed umanista, italiano, generale dei camaldolesi; è venerato come beato dalla Chiesa cattolica.

## Biografia
All'età di quattordici anni Ambrogio, lasciato l'Appennino forlivese, entrò nell'ordine dei camaldolesi presso il convento fiorentino di Santa Maria degli Angeli. Ben presto, grazie ai suoi studi, divenne un famoso teologo e ellenista. Nell'apprendimento della lingua greca fu allievo di Emanuele Crisolora (Emmanuel Chrysoloras).
Nel 1431 Traversari divenne generale dell'ordine e gli fu affidata la guida della congregazione per il diritto canonico. In tale ruolo fu strenuo avvocato del papato, in specie quando partecipò al Concilio di Basilea come legato di papa Eugenio IV. Tale fu la sua ostilità ad alcuni delegati conciliari e alla secolarizzazione del clero che essi rappresentavano, che Traversari giunse a descrivere Basilea come una moderna Babilonia. Egli sostenne il Papa pure a Ferrara, insieme con altri prelati, tra cui spicca il vescovo di Forlì, Luigi Pirano. Al Concilio, la sua principale preoccupazione fu la riconciliazione fra ortodossi e cattolici. Egli redasse insieme a Basilio Bessarione il decreto detto di Firenze e Ferrara che avrebbe dovuto porre fine allo scisma fra le due chiese risalente al 1054. Tale riavvicinamento era peraltro favorito dalla minaccia turca (gli ottomani avevano ormai in mano buona parte dei Balcani) che si sarebbe concretizzata ulteriormente nel 1453 con la caduta di Costantinopoli.
Negli anni 1431-1437 il Traversari, in qualità di priore generale della congregazione camaldolese, dedica attenzione alla questione dei diritti giurisdizionali dell'abbazia di Sansepolcro, mettendo in atto una vasta azione diplomatica finalizzata a riconoscerne l'esercizio, senza però riuscire a conseguire l'obiettivo.
Dedicò particolare attenzione alla vita dei monasteri femminili, visitando, tra gli altri, quelli di San Giovanni Evangelista a Pratovecchio e i due di Sansepolcro. In quest'ultimo caso il Traversari, nel 1436, unisce i due monasteri di Santa Margherita e di Santa Caterina in un'unica comunità intitolata a Santa Margherita.
È sepolto nell'eremo di Camaldoli.

## L'umanista
Ambrogio Traversari è una figura interessante del nuovo umanesimo che andava sviluppandosi all'interno della Chiesa e che successivamente vedrà delle monache-umaniste come Camilla da Varano. Grazie alla sua grande erudizione classica e umanistica egli fu un teologo che sapeva confrontarsi con le scienze, la letteratura e le arti. Mentre alcuni suoi confratelli lo ritenevano soltanto un prete ipocrita e arrogante, egli eccelleva nei suoi rapporti con gli altri umanisti come Cosimo de' Medici, di cui fu amico. Traversari brillava come studioso delle antichità classiche, dell'antica teologia e in specie dei grandi teologi greci, che con le sue traduzioni mise a disposizione dell'occidente: Giovanni Crisostomo, Basilio Magno ed Efrem il Siro. Tradusse anche i quattro libri Adversus Græcos di Manuel Kalekas, teologo greco e frate domenicano (P.G., CLII, col. 13-661), opera che oggi conosciamo solo nella traduzione latina di Traversari. Inoltre fu il primo a latinizzare le Vite dei filosofi di Diogene Laerzio.
Fra i suoi discepoli si possono ricordare Giannozzo Manetti e Poggio Bracciolini.

### Le opere
Fra le sue opere principali:
- Hodoeporicon, racconto di una missione compiuta per conto del papa durante la quale visitò molti monasteri d'Italia;
- la traduzione della vita di Crisostomo di Palladio;
- la traduzione dei diciannove sermoni di sant'Efrem il Siro;
- la traduzione del De virginitate di san Basilio Magno.
- Diogene Laerzio, Vitae philosophorum, traduzione latina, 1424-1433.

Suoi manoscritti sono conservati presso la biblioteca del Museo nazionale di San Marco.